# Carl Alstrup og hans Tvillingebro'r
Carl Alstrup og hans Tvillingebro'r er en dansk stumfilm fra 1915, der er instrueret af Lau Lauritzen Sr..

## Handling
Denne artikel mangler et handlingsreferat. Hjælp os med at skrive det.

## Medvirkende
- Carl Alstrup - Valdemar og Arthur Schenk, tvillinger
- Ellen Kornbeck - Edith, Valdemars hustru